# Xinhua (köping i Kina, Heilongjiang, lat 45,62, long 126,82)
Xinhua (kinesiska: 新华, 新华镇) är en köping i Kina. Den ligger i provinsen Heilongjiang, i den nordöstra delen av landet, omkring 20 kilometer sydost om provinshuvudstaden Harbin. Antalet invånare är 18 791. Befolkningen består av 9 004 kvinnor och 9 787 män. Barn under 15 år utgör 11,0 %, vuxna 15-64 år 78 %, och äldre över 65 år 9,0 %.
Genomsnittlig årsnederbörd är 721 millimeter. Den regnigaste månaden är juli, med i genomsnitt 169 mm nederbörd, och den torraste är januari, med 6 mm nederbörd.